# 魔衫戰士
《魔衫戰士》（英語：The Protector）是一部土耳其奇幻網路影集，由恰阿塔伊·乌卢索伊主演，宾努尔·卡拉埃夫利所開創，乌穆特·阿拉尔、格嫩奇·乌亚纳克和詹·埃夫雷诺尔執導第一季。第一季共10集，於2018年12月14日在Netflix首播。這個故事的靈感來自土耳其小說家Nilüfer İpek Gökdel的神秘小說《Karakalem ve Bir Delikanlının Tuhaf Hikayesi》（木炭和年輕人的奇怪故事），該小說於2016年出版。第二季共8集，於2019年4月26日首播。2019年6月10日，該劇續訂了第三季和第四季。第四季也是最後一季於2020年7月9日播出。

## 劇情
在他的養父奈謝被殺後，伊斯坦堡的店鋪老闆哈坎·德米爾（Hakan Demir）發現他與一個古老的秘密組織有關，該組織的職責是保護這座城市。哈坎必須繼承他家族作為守護者的遺產，這位英雄有責任殺死不死人並防止城市遭到破壞。

## 演員

### 主要角色
- 恰阿塔伊·乌卢索伊（英语：Çağatay Ulusoy） 飾 最後的守護者哈坎·德米爾/第一位守護者哈伦·穆哈弗兹（the Last Protector Hakan Demir/First Protector Harun Muhafız）- 一名20多歲的男子，在他們的小古董店為他的養父奈謝工作，但夢想開一家更大的商店並取得成功。奈謝被尋找神秘的鄂圖曼帝國魔衫的人殺死後，泽伊内普和凯末尔告訴哈坎穿上這件魔衫。隨著魔衫與他的身體融合，他成為了本劇的主角守護者[6]。
- 哈扎尔·埃尔居奇吕（英语：Hazar Ergüçlü） 飾 泽伊内普·埃尔曼（Zeynep Erman）- 忠誠幫的成員之一。起初她對哈坎印象並不深刻，雖然她訓練他的戰鬥技巧。哈坎的戀人之一[6]。
- 艾恰·艾欣·图兰（英语：Ayça Ayşin Turan） 飾 莱拉·桑贾克（Leyla Sancak）- 埃德姆的總管，哈坎的戀人之一[6]。
- 奥坎·亚拉伯克（英语：Okan Yalabık） 飾 费萨尔·埃德姆/许斯雷夫（Faysal Erdem/Hüsrev Hodja）- 本劇的反派，一位成功的商人，他的職業生涯激勵了哈坎努力讓自己變得更好。他是古代七位不死人之一，也是第二位不死人[6]。
- 尤尔达埃尔·奥库尔（土耳其語：Yurdaer Okur） 飾 凯末尔·埃尔曼（Kemal Erman）- 泽伊内普的藥劑師父親，也是忠誠幫的成員之一。
- 布尔钦·泰尔齐奥卢（英语：Burçin Terzioğlu）  飾 吕娅·埃德姆/贾维丹（Rüya Erdem/Sultan Cavidan）- 费萨尔的妻子，是古代七位不死人之一。
- 恩金·厄兹蒂尔克（英语：Engin Öztürk） 飾 莱文特·德米爾（Levent Demir）- 哈坎的哥哥。
- 塔内尔·厄尔梅兹（英语：Taner Ölmez） 飾 布拉克（Burak）- 忠誠幫的成員之一。
- 丰达·埃尔伊伊特（英语：Funda Eryiğit） 飾 妮桑/瓦莱里娅（Nisan Türk/Mrs Valeria）- 一名化學家，第一位不死人和大宰相，古代七位不死人的首領。

### 其他角色

#### 第一季登場
- 穆罕默德·库尔图卢什（英语：Mehmet Kurtuluş） 飾 马兹哈尔·德拉古沙（Mazhar Dragusha）- 埃德姆的心腹[6]。
- 詹卡特·艾多斯（西班牙语：Cankat Aydos） 飾 梅莫（Memo）- 哈坎的堂兄，有賭博問題。
- 代芙内·卡亚拉尔（英语：Defne Kayalar） 飾 蘇珊·巴伊拉克塔尔（Suzan Bayraktar）- 一位正在尋找魔衫的神祕女子。
- 吉哈特·叙瓦里奥卢（土耳其語：Cihat Süvarioğlu） 飾 亞辛·卡拉卡亞（Yasin Karakaya）- 一名記者，追查有關埃德姆的新聞。
- 法提赫·登梅兹（土耳其語：Fatih Dönmez） 飾 奥尔昆（Orkun）- 泽伊内普的大學教授。
- 埃罗尔·盖迪克 飾 穆拉特（Murat）- 哈坎的父親，前任伊斯坦堡的守護者。
- 杰姆·伊伊特·于聚姆奥卢（英语：Cem Yiğit Üzümoğlu） 飾 埃米尔（Emir）- 忠誠幫的成員之一，塞尔达尔的兒子。
- 库比拉伊·卡尔斯勒奥卢（土耳其語：Kubilay Karslıoğlu） 飾 塞尔达尔（Serdar）- 忠誠幫的成員之一。
- 海琳·坎代米尔（土耳其語：Helin Kandemir） 飾 杰伊兰（Ceylan）- 忠誠幫的成員之一。
- 谢纳伊·艾登（土耳其語：Şenay Aydın） 飾 德里娅（Derya）- 墮落忠誠幫的成員。

#### 第二季登場
- 奇代姆·塞勒舍克·奥纳特（土耳其語：Çiğdem Selışık Onat） 飾 阿兹拉（Azra）- 忠誠幫的成員之一。
- 哈坎·乌马克 飾 詹（Can）- 忠誠幫的成員之一。
- 萨伊根·索伊萨尔（英语：Saygın Soysal） 飾 默尔根（Mergen）- 古代七位不死人之一。
- 艾谢·梅利凯·切尔奇 飾 皮拉耶（Piraye）- 古代七位不死人之一。
- 博兰·库祖姆（英语：Boran Kuzum） 飾 奥克汗（Okhan）- 古代七位不死人之一。
- 米拉伊·达内尔（英语：Miray Daner） 飾 先知（Oracle）- 忠誠幫的成員之一。

#### 第三季登場
- 伊拉伊达·阿利尚（英语：İlayda Alişan） 飾 艾琳（Aylin）- 忠誠幫的成員之一。
- 比格·厄纳尔（英语：Bige Önal） 飾 貝琳（Berrin）- 忠誠幫的成員之一。

## 集數
| 季數 | 集数 | 集数 | 上線日期       | 上線日期       |
| ---- | ---- | ---- | -------------- | -------------- |
| 1    | 10   | 10   | 2018年12月14日 | 2018年12月14日 |
| 2    | 8    | 8    | 2019年4月26日  | 2019年4月26日  |
| 3    | 7    | 7    | 2020年3月6日   | 2020年3月6日   |
| 4    | 7    | 7    | 2020年7月9日   | 2020年7月9日   |

### 第一季（2018）
| 總集數 | 集數 （季） | 標題                | 導演            | 編劇                              | 上線日期       |
| --- | ----------- | ------------------- | --------------- | --------------------------------- | -------------- |
| 1 | 1           | 第 1 集 Episode 1   | 詹·埃夫雷诺尔   | 傑森·喬治                         | 2018年12月14日 |
| 哈坎急著籌措新事業的資金，卻意外找到一件可能值很多錢的魔衫。                                                    |             |                     |                 |                                   |                |
| 2 | 2           | 第 2 集 Episode 2   | 詹·埃夫雷诺尔   | 亚塞明·耶尔马兹                   | 2018年12月14日 |
| 哈坎覺得守護者的故事不太可信。儘管受告誡不要輕舉妄動，免得被不死人發現，他還是偷溜出去找梅莫。                  |             |                     |                 |                                   |                |
| 3 | 3           | 第 3 集 Episode 3   | 詹·埃夫雷诺尔   | 埃姆雷·厄兹皮林奇吉               | 2018年12月14日 |
| 哈坎和泽伊内普循地址找去，要和保護戒指的忠誠幫會面，卻找到一棟破敗的房子，四周一片荒蕪。                        |             |                     |                 |                                   |                |
| 4 | 4           | 第 4 集 Episode 4   | 乌穆特·阿拉尔   | 克里姆·杰伊兰                     | 2018年12月14日 |
| 哈坎的新工作始於一場派對，慶祝费萨尔·埃德姆的聖索菲亞大教堂企劃大獲成功。另一方面，泽伊内普循線追查戒石的下落。 |             |                     |                 |                                   |                |
| 5 | 5           | 第 5 集 Episode 5   | 乌穆特·阿拉尔   | 亚塞明·耶尔马兹                   | 2018年12月14日 |
| 哈坎造訪王子群島，調查自己的過去；泽伊内普和凯末尔則前往建築師米馬爾·希南的陵墓尋找戒石。                       |             |                     |                 |                                   |                |
| 6 | 6           | 第 6 集 Episode 6   | 乌穆特·阿拉尔   | 埃姆雷·厄兹皮林奇吉               | 2018年12月14日 |
| 哈坎不知該選擇新戀人還是守護者的職責。凯末尔送埃米尔回家後，就動身尋找匕首。                                    |             |                     |                 |                                   |                |
| 7 | 7           | 第 7 集 Episode 7   | 格嫩奇·乌亚纳克 | 克里姆·杰伊兰 & 賓努爾·卡拉耶夫利 | 2018年12月14日 |
| 實在來不及想出更好的辦法繞過博物館的保全系統，泽伊内普決定照哈坎的計畫走，但就必須冒點風險。                    |             |                     |                 |                                   |                |
| 8 | 8           | 第 8 集 Episode 8   | 格嫩奇·乌亚纳克 | 埃姆雷·厄兹皮林奇吉               | 2018年12月14日 |
| 泽伊内普請提穆爾幫助爸爸。费萨尔·埃德姆對马兹哈尔近來的行為很有意見。莱拉不知該怎麼看待自己和哈坎的關係。       |             |                     |                 |                                   |                |
| 9 | 9           | 第 9 集 Episode 9   | 詹·埃夫雷诺尔   | 沃爾坎·蘇布                       | 2018年12月14日 |
| 從案發現場被引開時，哈坎注意到預期之外的事。為了更瞭解不死人，凯末尔不只拿自己的地位冒險，還賭上更多。          |             |                     |                 |                                   |                |
| 10 | 10          | 第 10 集 Episode 10 | 詹·埃夫雷诺尔   | 亚塞明·耶尔马兹                   | 2018年12月14日 |
| 哈坎因愛盲目，不顧自己受過的訓練和身為守護者的職責。莱拉告訴他不死人的血液蘊含神祕力量。                        |             |                     |                 |                                   |                |

### 第二季（2019）
| 總集數                                                                                                 | 集數 （季） | 標題              | 導演            | 編劇            | 上線日期      |
| --- | ----------- | ----------------- | --------------- | --------------- | ------------- |
| 11 | 1           | 第 1 集 Episode 1 | 乌穆特·阿拉尔   | 詹苏·乔班       | 2019年4月26日 |
| 费萨尔公然直指哈坎與聖索菲亞大教堂事故有關。悲慟的泽伊内普和德里娅當面對質，得知城裡即將發生攻擊事件。 |             |                   |                 |                 |               |
| 12 | 2           | 第 2 集 Episode 2 | 乌穆特·阿拉尔   | 阿塔萨伊·科奇   | 2019年4月26日 |
| 哈坎發現博物館搶劫案和不死人致命計畫的關聯。莱拉掙脫不了费萨尔的控制，因而讓哈坎身陷險境。             |             |                   |                 |                 |               |
| 13 | 3           | 第 3 集 Episode 3 | 乌穆特·阿拉尔   | 烏拉斯·哥內斯   | 2019年4月26日 |
| 泽伊内普請莱拉協助找出不死人的攻擊目標。吕娅的狀況惡化，迫使费萨尔前去找哈坎。                         |             |                   |                 |                 |               |
| 14 | 4           | 第 4 集 Episode 4 | 格嫩奇·乌亚纳克 | 詹苏·乔班       | 2019年4月26日 |
| 哈坎和忠誠幫想出一項計策，能對付把莱拉當作交易籌碼的费萨尔，但一場驚人的背叛卻讓計畫破局。             |             |                   |                 |                 |               |
| 15 | 5           | 第 5 集 Episode 5 | 格嫩奇·乌亚纳克 | 傑森·喬治       | 2019年4月26日 |
| 哈坎急著找尋莱文特，好終止他瘋狂的復仇犯罪行動；同時，另一個不死人掌控了莱拉的心智。                   |             |                   |                 |                 |               |
| 16 | 6           | 第 6 集 Episode 6 | 格嫩奇·乌亚纳克 | 阿塔萨伊·科奇   | 2019年4月26日 |
| 吕娅和默尔根密謀對付哈坎，她與费萨尔之間的關係則愈發緊繃。莱拉的命運岌岌可危。                         |             |                   |                 |                 |               |
| 17 | 7           | 第 7 集 Episode 7 | 格克汗·蒂里亞基 | 艾辛·阿克布盧特 | 2019年4月26日 |
| 吕娅把莱文特當作她宏圖大計中的一顆棋子。泽伊内普和阿兹拉得知神物正逐漸失去魔力。                       |             |                   |                 |                 |               |
| 18 | 8           | 第 8 集 Episode 8 | 格克汗·蒂里亞基 | 亚塞明·耶尔马兹 | 2019年4月26日 |
| 先知告訴泽伊内普和哈坎要怎麼做，才能恢復神物的魔力。一場激烈惡戰過後，雙方人馬都見血。                 |             |                   |                 |                 |               |

### 第三季（2020）
| 總集數                                                                                               | 集數 （季） | 標題              | 導演              | 編劇                            | 上線日期     |
| --- | ----------- | ----------------- | ----------------- | ------------------------------- | ------------ |
| 19                                                                                                   | 1           | 第 1 集 Episode 1 | 乌穆特·阿拉尔     | 阿塔萨伊·科奇                   | 2020年3月6日 |
| 泽伊内普與哈坎分秒必爭，尋找妮桑的下落。這名化學家是尋得解方唯一的希望。過去某個晦暗的人物再度現身。 |             |                   |                   |                                 |              |
| 20                                                                                                   | 2           | 第 2 集 Episode 2 | 乌穆特·阿拉尔     | 詹苏·乔班                       | 2020年3月6日 |
| 不死人的神秘領袖「宰相」不僅澆熄吕娅的雄心，還利用莱文特誘使哈坎掉進陷阱。懷恨在心的费萨尔做出決定。 |             |                   |                   |                                 |              |
| 21                                                                                                   | 3           | 第 3 集 Episode 3 | 乌穆特·阿拉尔     | 阿克塞爾·邦菲爾                 | 2020年3月6日 |
| 哈坎和忠誠幫為了說服吕娅跟他們站在同一陣線，而想出一招。宰相要求费萨尔幫忙取回鑰匙的最後一份碎片。   |             |                   |                   |                                 |              |
| 22                                                                                                   | 4           | 第 4 集 Episode 4 | 乌穆特·阿拉尔     | 德尼兹·居尔莱克                 | 2020年3月6日 |
| 先知透露不祥的異象。哈坎回到過去。泽伊内普無意間聽見宰相逼問吕娅鑰匙在哪。                           |             |                   |                   |                                 |              |
| 23                                                                                                   | 5           | 第 5 集 Episode 5 | 布尔久·阿尔普泰金 | 梅莱克·塞文                     | 2020年3月6日 |
| 哈坎奮力挖掘宰相的身分之際，一個神秘的符號提供了線索，但這位無所不在的敵人卻總是捷足先登。           |             |                   |                   |                                 |              |
| 24                                                                                                   | 6           | 第 6 集 Episode 6 | 布尔久·阿尔普泰金 | 梅里赫·阿斯兰 & 詹苏·乔班       | 2020年3月6日 |
| 妮桑陪同哈坎尋找失落的鑰匙碎片。驚人的真相曝光，宰相威脅要將哈坎逼到絕境。                           |             |                   |                   |                                 |              |
| 25                                                                                                   | 7           | 第 7 集 Episode 7 | 布尔久·阿尔普泰金 | 阿克塞爾·邦菲爾 & 阿塔萨伊·科奇 | 2020年3月6日 |
| 在數百年前的背叛刺激下，宰相鼓動整個伊斯坦堡發動決定性的突襲，大舉對付哈坎。                         |             |                   |                   |                                 |              |

### 第四季（2020）
| 總集數 | 集數 （季） | 標題              | 導演              | 編劇                          | 上線日期     |
| --- | ----------- | ----------------- | ----------------- | ----------------------------- | ------------ |
| 26 | 1           | 第 1 集 Episode 1 | 乌穆特·阿拉尔     | 阿塔萨伊·科奇                 | 2020年7月9日 |
| 回到過去，哈坎從宰相手中偷走一樣物品，並遇見一個熟悉的面孔。泽伊内普開始向不死人證明自己的忠誠。                   |             |                   |                   |                               |              |
| 27 | 2           | 第 2 集 Episode 2 | 乌穆特·阿拉尔     | 詹苏·乔班 & 阿克塞爾·邦菲爾   |              |
| 28 | 3           | 第 3 集 Episode 3 | 乌穆特·阿拉尔     | 德尼兹·居尔莱克               | 2020年7月9日 |
| 解讀奥克汗的字條後，哈坎趕忙前去阻止要對蘇丹不利的邪惡計謀，卻導致意想不到的後果。                                 |             |                   |                   |                               |              |
| 29 | 4           | 第 4 集 Episode 4 | 布尔久·阿尔普泰金 | 梅莱克·塞文                   | 2020年7月9日 |
| 费萨尔在與宰相的角力中轉而佔據上風。哈坎受困於危險的處境，卻與一個意想不到的人聯手。泽伊内普則得到無與倫比的力量。 |             |                   |                   |                               |              |
| 30 | 5           | 第 5 集 Episode 5 | 布尔久·阿尔普泰金 | 詹苏·乔班                     | 2020年7月9日 |
| 泽伊内普向哈坎展示未來的模樣，卻隱匿一項關鍵的細節。宰相在尋覓關於哈伦的真相時，與奥克汗及费萨尔對質。             |             |                   |                   |                               |              |
| 31 | 6           | 第 6 集 Episode 6 | 格克汗·蒂里亞基   | 德尼兹·居尔莱克 & 梅莱克·塞文 | 2020年7月9日 |
| 哈坎拜訪一名治療師，她與哈伦的過去竟有出乎意料的關聯。隨哈坎的魔力減弱，费萨尔啟動他的計畫。                       |             |                   |                   |                               |              |
| 32 | 7           | 第 7 集 Episode 7 | 格克汗·蒂里亞基   | 阿塔萨伊·科奇                 | 2020年7月9日 |
| 哈坎醒來發現自己身處不同的現實。泽伊内普與哈坎發現，费萨尔與第一任守護者間的驚人關係。                             |             |                   |                   |                               |              |

## 製作
主體拍攝於2018年3月7日在伊斯坦堡開始。

## 發行
2018年11月14日，Netflix發布了該劇的預告片。

## 外部連結
- 在Netflix上觀看《魔衫戰士》
- 互联网电影数据库（IMDb）上《魔衫戰士》的资料（英文）
- 烂番茄上《魔衫戰士》的資料（英文）